# Féron
Féron település Franciaországban, Nord megyében. Lakosainak száma 509 fő (2022. január 1.). Féron Rocquigny, Wignehies, Étrœungt, Fourmies, Glageon, Rainsars és Sains-du-Nord községekkel határos.

## Népesség
A település népességének változása:
| Lakosok száma | 580  | 572  | 577  | 567  | 567  | 564  | 546  | 527  | 509  |
|               | 2013 | 2015 | 2016 | 2017 | 2018 | 2019 | 2020 | 2021 | 2022 |